# Chong chóng tre (Doraemon)

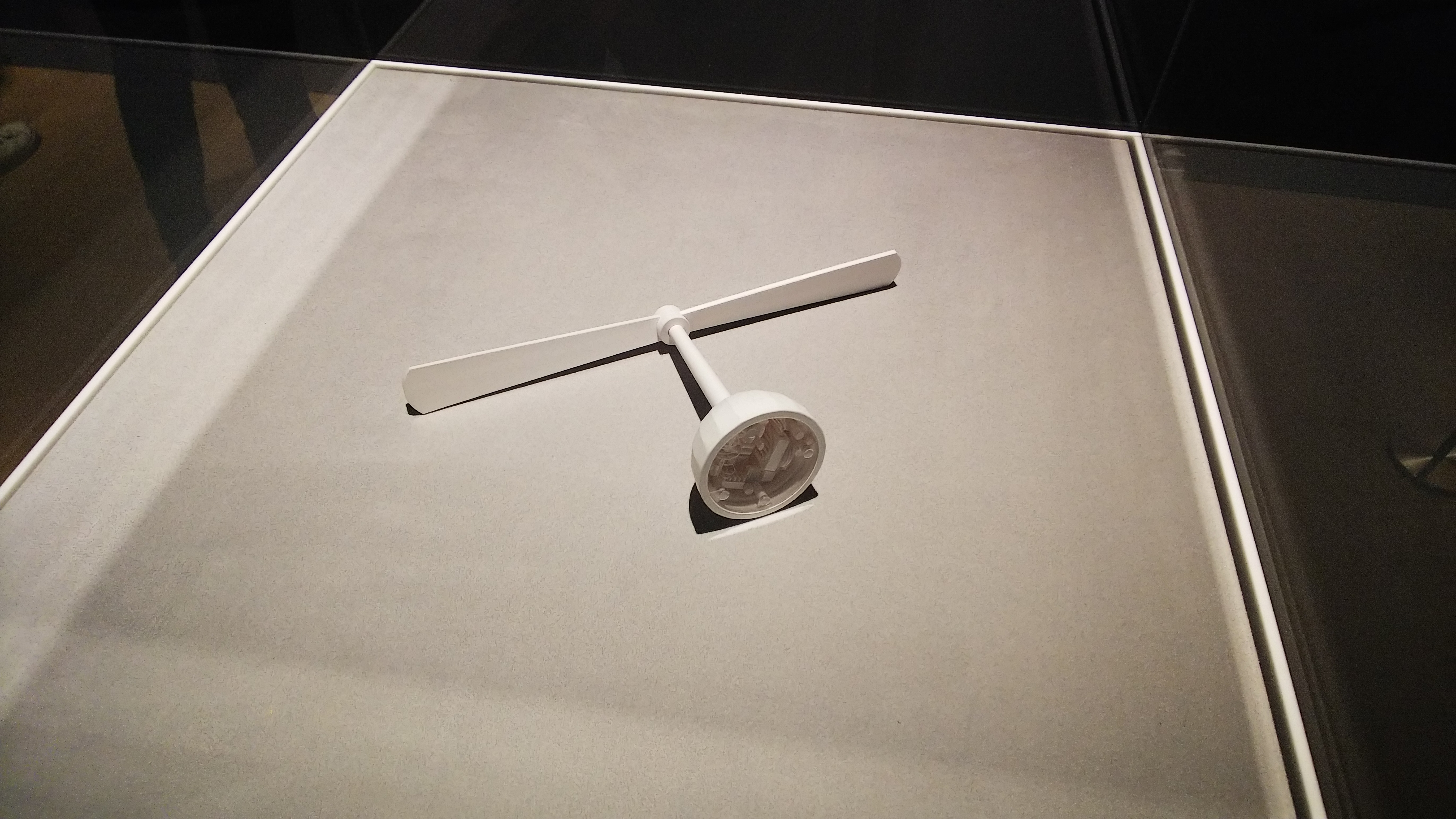
Chong chóng tre

Chong chóng tre (タケコプター Takekoputa) là một loại bảo bối viễn tưởng xuất hiện trong series anime và manga Doraemon.  Cùng với Cánh cửa thần kỳ, đây là một trong những bảo bối này được sử dụng thường xuyên nhất trong bộ truyện. Với hình dáng nhỏ nhắn như một chiếc chong chóng bình thường có gắn đế bảo bối được các nhân vật trong series dùng để di chuyển trên bầu trời.

## Tên gọi
Tên của loại bảo bối này có sự kết hợp giữa từ "tombo" (chuồn chuồn tre) và một phần từ "herikoputa" (máy bay trực thăng). Ban đầu bảo bối xuất hiện với tên gọi Henritonbo trong tập 1 Người bạn đến từ tương lai. Đến tháng 6 năm 1970 Shogakukan Sannensei họp bàn về việc sẽ đổi tên bảo bối sang tên Takekoputa. Sau khi ra mắt tập 1, tên bảo bối được sửa sang tên khác. Có một thời gian tên bảo bối là sự pha trộn giữa Heritonbo và Takekoputa ra Taketonbo Herikoputa và chỉ sử dụng duy nhất một lần trong Hariehon Doraemon phát hành vào tháng 3 năm 1973. Trong series phim hoạt hình Doraemon 1973 Heritonbo được sử dụng làm tên chính thức của bảo bối đến series phim hoạt hình Doraemon 1979-2005, Takekoputa được đặt lại cho bảo bối với lý do tên cũ không xuôi tai. Kể từ đó về sau, Takekoputa được sử dụng thống nhất và thay thế cho Heritobo. Hiện nay CoroCoro Comic sử dụng tên chính thức cho bảo bối. Trong Fujiko F. Fujio Toàn tập có kể ghi chép lại sự thay đổi này. Trong bản tiếng Anh bảo bối được dịch là Hopter.

## Mô tả và lịch sử
Ban đầu bảo bối được trang bị với bán cầu nhỏ (như hình một chiếc đĩa mỏng) dính liền với một trục. Khi đặt bảo bối lên đầu nó sẽ tự khởi động bay và đưa nhân vật bay. Ước đạt vận tốc bay của bảo bối có thể lên đến 40 km trên giờ và hoạt động được 8 tiếng trong một ngày. Ở trong bản gốc đầu tiên anime hình dạng bảo bối không thống nhất với nhau mãi đến lần sản xuất anime tiếp theo thì hình dạng bảo được thống nhất hoàn toàn. Ở bản đầu tiên bảo bối có hình dạng như một cái nón tròn có gắn trục và hai cánh nhỏ.
Lịch sử của chong chóng tre có thể biết vắn tắt trong phim Doraemon: Nobita và viện bảo tàng bảo bối. Đầu tiên Chong chóng tre rất lớn cánh quạt gồm nhiều bộ phận và được gắn lên cơ thể trong trang phục tương đồng. Một vài phiên bản đầu tiên không được ưa chuộng nhiều,. Kích cỡ cánh quạt rất lớn hầu như lớn bằng trực thăng. Thêm vào đó lại sở hữu kích cỡ lớn làm cho việc di chuyển vòng quanh khó khăn. Sau này mẫu mã của chong chóng tre được cải tiến nhỏ hơn và nổi bật hơn  Bản đầu tiên đáy quạt nhỏ hơn trông giống mũ bảo hiểm còn cánh quạt có kích cỡ lốp xe đạp. Cái mới hơn và sử dụng phổ biến là loại của Doraemon và Dorami với cánh quạt như đồ chơi và tương đối dễ sử dụng.

## Tổng quan
Bảo bối thường được gắn vào đầu để sử dụng. Có đến hai phương pháp để khởi động và cả hai đều có những nguyên lý hoạt động riêng. Phương pháp đầu tiên là gắn lên đầu trước khi bay và phương pháp hai là nhấn công tắc có gắn trên bảo bối trước khi bay. Cả hai phương pháp đều ổn nhưng ở một số trường hợp nếu nhấn nút trước khi gắn vào đầu thì Takekoputa bay không kiểm soát. Nguyên lý hoạt động như một thang máy cực lớn có khả năng chống lại trọng lực. Tuy nhiên khi gắn vào quần áo nó sẽ bay mất. Ngoài sử dụng trong môi trường không khí thì còn sử dụng được trong môi trường nước  tuy nhiên trong điều kiện bão, gió mạnh thì khả năng chống chịu kém. Chong chóng tre hoạt động bằng pin, có thể đạt vận tốc 80 km/h sử dụng tối đa trong 8 tiếng đồng hồ. 

## Xuất hiện trong game
Trong Nobita và người khổng lồ xanh DS, chong chóng tre là một trong những bảo bối phổ biến của Doraemon. Nó giúp Doraemon bay. Nó dùng pin có thể tái tạo lại năng lượng pin khi không sử dụng. Khi pin của nó yếu thì tốc độ giảm. Người chơi có thể nhấn nút Y để bay thấp xuống